# Horst Bartholomäus
Horst Bartholomäus (* 23. November 1927) ist ein ehemaliger deutscher Fußballspieler. Von 1951 bis 1958 spielte er in der DDR-Oberliga, der höchsten Liga im DDR-Fußball.

## Sportliche Laufbahn
In der Saison 1948/49 beteiligte sich in der Fußball-Landesklasse Brandenburg erstmals die Sportgemeinschaft Deutsche Volkspolizei Potsdam und gewann den Brandenburger Fußballpokal. Zum Kader der Mannschaft gehörte auch der  21-jährige Horst Bartholomäus. 1950 wurde die neue zweitklassige DDR-Liga eingeführt, für die sich die Potsdamer Volkspolizisten qualifizierten. In der DDR-Liga-Spielzeit 1950/51 wurde die SG VP Staffelsieger, wozu Bartholomäus als Mittelfeldspieler in allen 18 Punktspielen mit einem Torerfolg beigetragen hatte. Die Staffelmeisterschaft wurde in einem Entscheidungsspiel gegen den punktgleichen Tabellenzweiten Anker Wismar entschieden, das die Potsdamer unter Mitwirkung von Mittelläufer Bartholomäus mit 1:2 verloren.
Zur Saison 1951/52 wurde Horst Bartholomäus zur neu gegründeten Sportvereinigung Volkspolizei Vorwärts Leipzig (ab 27. April 1952 SVgg Vorwärts Hauptverwaltung Ausbildung) delegiert. Damit kam er in den Genuss, künftig in der DDR-Oberliga zu spielen, denn die SVgg wurde dort ohne sportliche Qualifikation eingegliedert. Die Oberliga wurde in dieser Spielzeit mit 19 Mannschaften und ausgetragen, die 36 Spiele auszutragen hatten. Bartholomäus bestritt alle Partien, in denen er von Trainer Heinz Krügel 25-mal als Mittelläufer und zwischendurch auch als rechter Verteidiger eingesetzt wurde. Im Mai 1952 erhielt Bartholomäus in Vorbereitung auf zwei inoffiziellen Ländervergleichen mit Ungarn eine Einladung zu einem Trainingslehrgang für die B-Mannschaft, dessen Teilnahme aber ohne Folgen blieb. In der Saison 1952/53 absolvierte Bartholomäus nur noch die ersten sieben Oberligaspiele.
Im Sommer 1953 kehrte Bartholomäus nach Potsdam zurück und schloss sich der Babelsberger Vorstadt-Betriebssportgemeinschaft (BSG) Rotation Babelsberg an, die ebenfalls in der Oberliga vertreten war. Während er 1953/54 nur in zwei Oberligaspielen eingesetzt wurde, konnte er 1954/55 seine Einsatzzahl in 26 Oberligaspielen auf 19 Begegnungen steigern, wobei er stets als zentraler Abwehrspieler eingesetzt wurde. Diese Position besetzte Bartholomäus auch in den folgenden drei Spielzeiten, in denen er bei 65 Oberligaspielen nur viermal fehlte. Seine letzte Oberligasaison für Rotation Babelsberg bestritt er 1958 (Kalenderjahr-Spielzeit) 31-jährig mit nur noch sechs Einsätzen. Danach war er auch anderwärts nicht mehr im höherklassigen Fußball vertreten.